# Le Mans Series 2010
Die Le-Mans-Series-Saison 2010 war die siebte Saison der Le Mans Series, die vom Automobile Club de l’Ouest veranstaltet wurde. Sie wurde über fünf Rennen in der Zeit vom 10. April 2010 bis zum 12. September 2010 ausgetragen. Den Titel in der Klasse LMP1 gewann Stéphane Sarrazin.

## Rennkalender
Gegenüber der Saison 2009 entfiel das 1000-km-Rennen von Barcelona zugunsten eines 8-Stunden-Rennens auf dem Circuit Paul Ricard in Le Castellet. Der einzige Lauf in Deutschland, das 1000-km-Rennen auf dem Nürburgring, wurde durch ein Rennen auf dem Hungaroring in Budapest ersetzt. Im Gegensatz zu den vergangenen Jahren gab es 2010 zwei Rennen, die in der Nacht endeten, nämlich das Rennen auf dem Autódromo Internacional do Algarve und das Rennen auf dem Hungaroring. Der übliche Vortest auf dem Circuit Paul Ricard fand vom 7. bis 8. März statt. Das Saisonfinale, die 1000 km von Silverstone, bildete gleichzeitig den Auftakt zum Intercontinental Le Mans Cup 2010.
| Nr. | Rennen                               | Rennstrecke                        | Datum         |
| --- | ------------------------------------ | ---------------------------------- | ------------- |
| –   | Offizielle Testfahrten               | Circuit Paul Ricard                | 7.–8. März    |
| 1   | 8-Stunden-Rennen von Le Castellet    | Circuit Paul Ricard                | 11. April     |
| 2   | 1000 Kilometer von Spa-Francorchamps | Circuit de Spa-Francorchamps       | 9. Mai        |
| 3   | 1000-km-Rennen von Algarve           | Autódromo Internacional do Algarve | 17. Juli      |
| 4   | 1000-km-Rennen auf dem Hungaroring   | Hungaroring                        | 22. August    |
| 5   | 1000-km-Rennen von Silverstone       | Silverstone Circuit                | 12. September |

## Teams und Fahrer

### LMP1
| Team                     | Chassis                | Motor                             | Reifen | Nr. | Fahrer                   | Rennteilnahmen | Rennteilnahmen | Rennteilnahmen | Rennteilnahmen | Rennteilnahmen         |
| ------------------------ | ---------------------- | --------------------------------- | ------ | --- | ------------------------ | -------------- | -------------- | -------------- | -------------- | ---------------------- |
| Aston Martin Racing      | Lola-Aston Martin LMP1 | Aston Martin 6,0-l-V12            | M      | 007 | Adrián Fernández         |                |                |                |                | Vereinigtes Konigreich |
| Aston Martin Racing      | Lola-Aston Martin LMP1 | Aston Martin 6,0-l-V12            | M      | 007 | Harold Primat            |                |                |                |                | Vereinigtes Konigreich |
| Aston Martin Racing      | Lola-Aston Martin LMP1 | Aston Martin 6,0-l-V12            | M      | 007 | Andrew Meyrick           |                |                |                |                | Vereinigtes Konigreich |
| Signature-Plus           | Lola-Aston Martin LMP1 | Aston Martin 6,0-l-V12            | D      | 008 | Vanina Ickx              | Frankreich     | Belgien        | Portugal       | Ungarn         | Vereinigtes Konigreich |
| Signature-Plus           | Lola-Aston Martin LMP1 | Aston Martin 6,0-l-V12            | D      | 008 | Franck Mailleux          | Frankreich     | Belgien        | Portugal       | Ungarn         | Vereinigtes Konigreich |
| Signature-Plus           | Lola-Aston Martin LMP1 | Aston Martin 6,0-l-V12            | D      | 008 | Pierre Ragues            | Frankreich     | Belgien        | Portugal       | Ungarn         | Vereinigtes Konigreich |
| Aston Martin Racing      | Lola-Aston Martin LMP1 | Aston Martin 6,0-l-V12            | M      | 009 | Adrián Fernández         | Frankreich     |                |                |                |                        |
| Aston Martin Racing      | Lola-Aston Martin LMP1 | Aston Martin 6,0-l-V12            | M      | 009 | Harold Primat            | Frankreich     |                |                |                |                        |
| Aston Martin Racing      | Lola-Aston Martin LMP1 | Aston Martin 6,0-l-V12            | M      | 009 | Stefan Mücke             | Frankreich     |                |                |                | Vereinigtes Konigreich |
| Aston Martin Racing      | Lola-Aston Martin LMP1 | Aston Martin 6,0-l-V12            | M      | 009 | Sam Hancock              |                |                |                |                | Vereinigtes Konigreich |
| Aston Martin Racing      | Lola-Aston Martin LMP1 | Aston Martin 6,0-l-V12            | M      | 009 | Juan Barazi              |                |                |                |                | Vereinigtes Konigreich |
| Team Peugeot Total       | Peugeot 908 HDi FAP    | Peugeot HDi 5,5-l-V12-Turbodiesel | M      | 1   | Marc Gené                |                | Belgien        |                |                |                        |
| Team Peugeot Total       | Peugeot 908 HDi FAP    | Peugeot HDi 5,5-l-V12-Turbodiesel | M      | 1   | Alexander Wurz           |                | Belgien        |                |                |                        |
| Team Peugeot Total       | Peugeot 908 HDi FAP    | Peugeot HDi 5,5-l-V12-Turbodiesel | M      | 1   | Anthony Davidson         |                | Belgien        |                |                | Vereinigtes Konigreich |
| Team Peugeot Total       | Peugeot 908 HDi FAP    | Peugeot HDi 5,5-l-V12-Turbodiesel | M      | 1   | Nicolas Minassian        |                |                |                |                | Vereinigtes Konigreich |
| Team Peugeot Total       | Peugeot 908 HDi FAP    | Peugeot HDi 5,5-l-V12-Turbodiesel | M      | 2   | Franck Montagny          |                | Belgien        |                |                |                        |
| Team Peugeot Total       | Peugeot 908 HDi FAP    | Peugeot HDi 5,5-l-V12-Turbodiesel | M      | 2   | Stéphane Sarrazin        |                | Belgien        |                |                |                        |
| Team Peugeot Total       | Peugeot 908 HDi FAP    | Peugeot HDi 5,5-l-V12-Turbodiesel | M      | 3   | Sébastien Bourdais       |                | Belgien        |                |                |                        |
| Team Peugeot Total       | Peugeot 908 HDi FAP    | Peugeot HDi 5,5-l-V12-Turbodiesel | M      | 3   | Pedro Lamy               |                | Belgien        |                |                |                        |
| Team Peugeot Total       | Peugeot 908 HDi FAP    | Peugeot HDi 5,5-l-V12-Turbodiesel | M      | 3   | Simon Pagenaud           |                | Belgien        |                |                |                        |
| Team Oreca Matmut        | Peugeot 908 HDi FAP    | Peugeot HDi 5,5-l-V12-Turbodiesel | M      | 4   | Stéphane Sarrazin        | Frankreich     |                | Portugal       | Ungarn         | Vereinigtes Konigreich |
| Team Oreca Matmut        | Peugeot 908 HDi FAP    | Peugeot HDi 5,5-l-V12-Turbodiesel | M      | 4   | Nicolas Lapierre         | Frankreich     | Belgien        | Portugal       | Ungarn         | Vereinigtes Konigreich |
| Team Oreca Matmut        | Peugeot 908 HDi FAP    | Peugeot HDi 5,5-l-V12-Turbodiesel | M      | 4   | Olivier Panis            | Frankreich     | Belgien        | Portugal       | Ungarn         |                        |
| Team Oreca Matmut        | Peugeot 908 HDi FAP    | Peugeot HDi 5,5-l-V12-Turbodiesel | M      | 4   | Loïc Duval               |                | Belgien        |                |                |                        |
| Beechdean Mansell        | Ginetta-Zytek GZ09S    | Zytek ZJ458 4,5-l-V8              | D      | 5   | Nigel Mansell            | Frankreich     |                |                |                |                        |
| Beechdean Mansell        | Ginetta-Zytek GZ09S    | Zytek ZJ458 4,5-l-V8              | D      | 5   | Greg Mansell             | Frankreich     |                |                | Ungarn         | Vereinigtes Konigreich |
| Beechdean Mansell        | Ginetta-Zytek GZ09S    | Zytek ZJ458 4,5-l-V8              | D      | 5   | Leo Mansell              | Frankreich     |                |                | Ungarn         | Vereinigtes Konigreich |
| AIM Team Oreca Matmut    | Oreca 01               | AIM YS5.5 5,5-l-V12               | D      | 6   | Didier André             | Frankreich     |                |                |                |                        |
| AIM Team Oreca Matmut    | Oreca 01               | AIM YS5.5 5,5-l-V12               | D      | 6   | Soheil Ayari             | Frankreich     |                |                |                |                        |
| AIM Team Oreca Matmut    | Oreca 01               | AIM YS5.5 5,5-l-V12               | D      | 6   | Loïc Duval               | Frankreich     |                |                |                |                        |
| Audi Sport Team Joest    | Audi R15 TDI           | Audi TDI 5,5-l-V10-Turbodiesel    | M      | 7   | Rinaldo Capello          | Frankreich     | Belgien        |                |                |                        |
| Audi Sport Team Joest    | Audi R15 TDI           | Audi TDI 5,5-l-V10-Turbodiesel    | M      | 7   | Allan McNish             | Frankreich     | Belgien        |                |                | Vereinigtes Konigreich |
| Audi Sport Team Joest    | Audi R15 TDI           | Audi TDI 5,5-l-V10-Turbodiesel    | M      | 7   | Tom Kristensen           |                | Belgien        |                |                | Vereinigtes Konigreich |
| Audi Sport Team Joest    | Audi R15 TDI           | Audi TDI 5,5-l-V10-Turbodiesel    | M      | 8   | André Lotterer           |                | Belgien        |                |                |                        |
| Audi Sport Team Joest    | Audi R15 TDI           | Audi TDI 5,5-l-V10-Turbodiesel    | M      | 8   | Benoît Tréluyer          |                | Belgien        |                |                |                        |
| Audi Sport Team Joest    | Audi R15 TDI           | Audi TDI 5,5-l-V10-Turbodiesel    | M      | 8   | Marcel Fässler           |                | Belgien        |                |                |                        |
| Audi Sport Team Joest    | Audi R15 TDI           | Audi TDI 5,5-l-V10-Turbodiesel    | M      | 8   | Rinaldo Capello          |                |                |                |                | Vereinigtes Konigreich |
| Audi Sport Team Joest    | Audi R15 TDI           | Audi TDI 5,5-l-V10-Turbodiesel    | M      | 8   | Timo Bernhard            |                |                |                |                | Vereinigtes Konigreich |
| Audi Sport North America | Audi R15 TDI           | Audi TDI 5,5-l-V10-Turbodiesel    | M      | 9   | Timo Bernhard            |                | Belgien        |                |                |                        |
| Audi Sport North America | Audi R15 TDI           | Audi TDI 5,5-l-V10-Turbodiesel    | M      | 9   | Romain Dumas             |                | Belgien        |                |                |                        |
| Audi Sport North America | Audi R15 TDI           | Audi TDI 5,5-l-V10-Turbodiesel    | M      | 9   | Mike Rockenfeller        |                | Belgien        |                |                |                        |
| Drayson Racing           | Lola B09/60            | Judd GV5.5 S2 5,5-l-V10           | M      | 11  | Paul Drayson             |                |                |                |                | Vereinigtes Konigreich |
| Drayson Racing           | Lola B09/60            | Judd GV5.5 S2 5,5-l-V10           | M      | 11  | Jonny Cocker             |                |                |                |                | Vereinigtes Konigreich |
| Rebellion Racing         | Lola B10/60            | Judd 5,5-l-V10                    | M      | 12  | Neel Jani                | Frankreich     | Belgien        | Portugal       | Ungarn         | Vereinigtes Konigreich |
| Rebellion Racing         | Lola B10/60            | Judd 5,5-l-V10                    | M      | 12  | Nicolas Prost            | Frankreich     | Belgien        | Portugal       | Ungarn         | Vereinigtes Konigreich |
| Rebellion Racing         | Lola B10/60            | Judd 5,5-l-V10                    | M      | 13  | Andrea Belicchi          | Frankreich     | Belgien        | Portugal       | Ungarn         | Vereinigtes Konigreich |
| Rebellion Racing         | Lola B10/60            | Judd 5,5-l-V10                    | M      | 13  | Jean-Christophe Boullion | Frankreich     | Belgien        | Portugal       | Ungarn         | Vereinigtes Konigreich |
| Rebellion Racing         | Lola B10/60            | Judd 5,5-l-V10                    | M      | 13  | Guy Smith                | Frankreich     |                |                |                |                        |
| Team LNT                 | Ginetta-Zytek GZ09S    | Zytek ZJ458 4,5-l-V8              | D      | 20  | Johnny Mowlem            |                |                |                |                | Vereinigtes Konigreich |
| Team LNT                 | Ginetta-Zytek GZ09S    | Zytek ZJ458 4,5-l-V8              | D      | 20  | Tony Burgess             |                |                |                |                | Vereinigtes Konigreich |
| Team LNT                 | Ginetta-Zytek GZ09S    | Zytek ZJ458 4,5-l-V8              | D      | 20  | Chris McMurry            |                |                |                |                | Vereinigtes Konigreich |

### LMP2
| Team               | Chassis               | Motor                  | Reifen | Nr. | Fahrer                  | Rennteilnahmen | Rennteilnahmen | Rennteilnahmen | Rennteilnahmen | Rennteilnahmen         |
| ------------------ | --------------------- | ---------------------- | ------ | --- | ----------------------- | -------------- | -------------- | -------------- | -------------- | ---------------------- |
| OAK Racing         | Pescarolo 01          | Judd DB 3,4-l-V8       | D      | 24  | Matthieu Lahaye         | Frankreich     | Belgien        | Portugal       | Ungarn         | Vereinigtes Konigreich |
| OAK Racing         | Pescarolo 01          | Judd DB 3,4-l-V8       | D      | 24  | Jacques Nicolet         | Frankreich     | Belgien        | Portugal       | Ungarn         | Vereinigtes Konigreich |
| RML                | Lola B08/80           | HPD AL7R 3,4-l-V8      | D      | 25  | Mike Newton             | Frankreich     | Belgien        | Portugal       | Ungarn         | Vereinigtes Konigreich |
| RML                | Lola B08/80           | HPD AL7R 3,4-l-V8      | D      | 25  | Thomas Erdos            | Frankreich     | Belgien        | Portugal       | Ungarn         | Vereinigtes Konigreich |
| RML                | Lola B08/80           | HPD AL7R 3,4-l-V8      | D      | 25  | Andy Wallace            | Frankreich     | Belgien        |                |                |                        |
| RML                | Lola B08/80           | HPD AL7R 3,4-l-V8      | D      | 25  | Ben Collins             |                |                | Portugal       | Ungarn         | Vereinigtes Konigreich |
| Race Performance   | Radical SR9           | Judd DB 3,4-l-V8       | D      | 27  | Michel Frey             | Frankreich     | Belgien        |                | Ungarn         | Vereinigtes Konigreich |
| Race Performance   | Radical SR9           | Judd DB 3,4-l-V8       | D      | 27  | Ralph Meichtry          | Frankreich     | Belgien        |                |                |                        |
| Race Performance   | Radical SR9           | Judd DB 3,4-l-V8       | D      | 27  | Tyler Dueck             | Frankreich     |                |                |                |                        |
| Race Performance   | Radical SR9           | Judd DB 3,4-l-V8       | D      | 27  | Pierre Bruneau          |                | Belgien        |                |                |                        |
| Race Performance   | Radical SR9           | Judd DB 3,4-l-V8       | D      | 27  | Chris Buncombe          |                |                |                | Ungarn         |                        |
| Race Performance   | Radical SR9           | Judd DB 3,4-l-V8       | D      | 27  | Marc Rostan             |                |                |                |                | Vereinigtes Konigreich |
| Racing Box         | Lola B09/80           | Judd DB 3,4-l-V8       | P      | 29  | Marco Cioci             | Frankreich     |                |                | Ungarn         | Vereinigtes Konigreich |
| Racing Box         | Lola B09/80           | Judd DB 3,4-l-V8       | P      | 29  | Luca Pirri              | Frankreich     |                |                | Ungarn         | Vereinigtes Konigreich |
| Racing Box         | Lola B09/80           | Judd DB 3,4-l-V8       | P      | 29  | Piergiuseppe Perazzini  | Frankreich     |                |                | Ungarn         | Vereinigtes Konigreich |
| Racing Box         | Lola B09/80           | Judd DB 3,4-l-V8       | P      | 30  | Ferdinando Geri         | Frankreich     | Belgien        |                | Ungarn         | Vereinigtes Konigreich |
| Racing Box         | Lola B09/80           | Judd DB 3,4-l-V8       | P      | 30  | Andrea Piccini          | Frankreich     | Belgien        |                |                |                        |
| Racing Box         | Lola B09/80           | Judd DB 3,4-l-V8       | P      | 30  | Giacomo Piccini         | Frankreich     | Belgien        |                |                |                        |
| Racing Box         | Lola B09/80           | Judd DB 3,4-l-V8       | P      | 30  | Federico Leo            |                |                |                | Ungarn         | Vereinigtes Konigreich |
| Racing Box         | Lola B09/80           | Judd DB 3,4-l-V8       | P      | 30  | Fabio Babini            |                |                |                | Ungarn         | Vereinigtes Konigreich |
| RLR Msport         | MG-Lola EX265         | AER P07 2,0-l-R4-Turbo | D      | 31  | Rob Garofall            |                |                |                | Ungarn         | Vereinigtes Konigreich |
| RLR Msport         | MG-Lola EX265         | AER P07 2,0-l-R4-Turbo | D      | 31  | Barry Gates             |                |                |                | Ungarn         | Vereinigtes Konigreich |
| RLR Msport         | MG-Lola EX265         | AER P07 2,0-l-R4-Turbo | D      | 31  | Warren Hughes           |                |                |                | Ungarn         |                        |
| RLR Msport         | MG-Lola EX265         | AER P07 2,0-l-R4-Turbo | D      | 31  | Simon Phillips          |                |                |                |                | Vereinigtes Konigreich |
| OAK Racing         | Pescarolo 01          | Judd DB 3,4-l-V8       | D      | 35  | Guillaume Moreau        | Frankreich     | Belgien        | Portugal       | Ungarn         | Vereinigtes Konigreich |
| OAK Racing         | Pescarolo 01          | Judd DB 3,4-l-V8       | D      | 35  | Richard Hein            | Frankreich     | Belgien        | Portugal       | Ungarn         | Vereinigtes Konigreich |
| Pegasus Racing     | Courage-Oreca LC75    | AER P07 2,0-l-R4-Turbo | D      | 36  | Julien Schell           | Frankreich     | Belgien        | Portugal       | Ungarn         | Vereinigtes Konigreich |
| Pegasus Racing     | Courage-Oreca LC75    | AER P07 2,0-l-R4-Turbo | D      | 36  | Frédéric Da Rocha       | Frankreich     | Belgien        | Portugal       | Ungarn         | Vereinigtes Konigreich |
| Pegasus Racing     | Courage-Oreca LC75    | AER P07 2,0-l-R4-Turbo | D      | 36  | Jean-Christophe Metz    | Frankreich     |                |                |                |                        |
| WR / Salini        | WR LMP2008            | Zytek ZG348 3,4-l-V8   | D      | 37  | Philippe Salini         | Frankreich     |                |                |                |                        |
| WR / Salini        | WR LMP2008            | Zytek ZG348 3,4-l-V8   | D      | 37  | Stéphane Salini         | Frankreich     |                |                |                |                        |
| WR / Salini        | WR LMP2008            | Zytek ZG348 3,4-l-V8   | D      | 37  | Tristan Gommendy        | Frankreich     |                |                |                |                        |
| KSM                | Lola B08/47           | Judd DB 3,4-l-V8       | D      | 39  | Hideki Noda             | Frankreich     | Belgien        |                |                |                        |
| KSM                | Lola B08/47           | Judd DB 3,4-l-V8       | D      | 39  | Jonathan Kennard        | Frankreich     | Belgien        |                |                | Vereinigtes Konigreich |
| KSM                | Lola B08/47           | Judd DB 3,4-l-V8       | D      | 39  | Jean de Pourtales       | Frankreich     | Belgien        |                |                | Vereinigtes Konigreich |
| KSM                | Lola B08/47           | Judd DB 3,4-l-V8       | D      | 39  | Lucas Ordoñez           |                |                |                |                | Vereinigtes Konigreich |
| Quifel ASM Team    | Ginetta-Zytek GZ09S/2 | Zytek ZG348 3,4-l-V8   | D      | 40  | Miguel Amaral           | Frankreich     | Belgien        | Portugal       | Ungarn         | Vereinigtes Konigreich |
| Quifel ASM Team    | Ginetta-Zytek GZ09S/2 | Zytek ZG348 3,4-l-V8   | D      | 40  | Olivier Pla             | Frankreich     | Belgien        | Portugal       | Ungarn         | Vereinigtes Konigreich |
| Quifel ASM Team    | Ginetta-Zytek GZ09S/2 | Zytek ZG348 3,4-l-V8   | D      | 40  | Warren Hughes           | Frankreich     |                |                |                |                        |
| Team Bruichladdich | Ginetta-Zytek GZ09S/2 | Zytek ZG348 3,4-l-V8   | D      | 41  | Karim Ojjeh             | Frankreich     | Belgien        | Portugal       | Ungarn         | Vereinigtes Konigreich |
| Team Bruichladdich | Ginetta-Zytek GZ09S/2 | Zytek ZG348 3,4-l-V8   | D      | 41  | Thor-Christian Ebbesvik | Frankreich     | Belgien        | Portugal       | Ungarn         | Vereinigtes Konigreich |
| Team Bruichladdich | Ginetta-Zytek GZ09S/2 | Zytek ZG348 3,4-l-V8   | D      | 41  | Tim Greaves             | Frankreich     | Belgien        | Portugal       | Ungarn         | Vereinigtes Konigreich |
| Strakka Racing     | HPD ARX-01c           | HPD AL7R 3,4-l-V8      | M      | 42  | Danny Watts             | Frankreich     | Belgien        | Portugal       | Ungarn         | Vereinigtes Konigreich |
| Strakka Racing     | HPD ARX-01c           | HPD AL7R 3,4-l-V8      | M      | 42  | Nick Leventis           | Frankreich     | Belgien        | Portugal       | Ungarn         | Vereinigtes Konigreich |
| Strakka Racing     | HPD ARX-01c           | HPD AL7R 3,4-l-V8      | M      | 42  | Jonny Kane              | Frankreich     | Belgien        | Portugal       | Ungarn         | Vereinigtes Konigreich |

### FLM
| Team                   | Chassis     | Motor                  | Reifen | Nr. | Fahrer               | Rennteilnahmen | Rennteilnahmen | Rennteilnahmen | Rennteilnahmen | Rennteilnahmen         |
| ---------------------- | ----------- | ---------------------- | ------ | --- | -------------------- | -------------- | -------------- | -------------- | -------------- | ---------------------- |
| DAMS                   | Oreca FLM09 | Chevrolet LS3 6,2-l-V8 | M      | 43  | Andrea Barlesi       | Frankreich     | Belgien        | Portugal       | Ungarn         | Vereinigtes Konigreich |
| DAMS                   | Oreca FLM09 | Chevrolet LS3 6,2-l-V8 | M      | 43  | Gary Chalandon       | Frankreich     | Belgien        | Portugal       | Ungarn         | Vereinigtes Konigreich |
| DAMS                   | Oreca FLM09 | Chevrolet LS3 6,2-l-V8 | M      | 43  | Alessandro Cicognani | Frankreich     | Belgien        | Portugal       | Ungarn         | Vereinigtes Konigreich |
| DAMS                   | Oreca FLM09 | Chevrolet LS3 6,2-l-V8 | M      | 44  | Luke Hines           | Frankreich     |                |                |                |                        |
| DAMS                   | Oreca FLM09 | Chevrolet LS3 6,2-l-V8 | M      | 44  | Edoardo Piscopo      | Frankreich     |                |                |                |                        |
| DAMS                   | Oreca FLM09 | Chevrolet LS3 6,2-l-V8 | M      | 44  | Dean Stirling        | Frankreich     |                |                |                |                        |
| DAMS                   | Oreca FLM09 | Chevrolet LS3 6,2-l-V8 | M      | 44  | Jody Firth           |                |                | Portugal       | Ungarn         | Vereinigtes Konigreich |
| DAMS                   | Oreca FLM09 | Chevrolet LS3 6,2-l-V8 | M      | 44  | Warren Hughes        |                |                | Portugal       |                | Vereinigtes Konigreich |
| DAMS                   | Oreca FLM09 | Chevrolet LS3 6,2-l-V8 | M      | 44  | Darren Manning       |                |                |                | Ungarn         |                        |
| Boutsen Energy Racing  | Oreca FLM09 | Chevrolet LS3 6,2-l-V8 | M      | 45  | Dominik Kraihamer    | Frankreich     | Belgien        | Portugal       | Ungarn         | Vereinigtes Konigreich |
| Boutsen Energy Racing  | Oreca FLM09 | Chevrolet LS3 6,2-l-V8 | M      | 45  | Nicolas De Crem      | Frankreich     | Belgien        | Portugal       | Ungarn         | Vereinigtes Konigreich |
| Boutsen Energy Racing  | Oreca FLM09 | Chevrolet LS3 6,2-l-V8 | M      | 45  | Bernard Delhez       | Frankreich     | Belgien        | Portugal       | Ungarn         | Vereinigtes Konigreich |
| JMB Racing             | Oreca FLM09 | Chevrolet LS3 6,2-l-V8 | M      | 46  | Maurice Basso        | Frankreich     | Belgien        | Portugal       | Ungarn         | Vereinigtes Konigreich |
| JMB Racing             | Oreca FLM09 | Chevrolet LS3 6,2-l-V8 | M      | 46  | John Hartshorne      | Frankreich     | Belgien        | Portugal       | Ungarn         | Vereinigtes Konigreich |
| JMB Racing             | Oreca FLM09 | Chevrolet LS3 6,2-l-V8 | M      | 46  | Peter Kutemann       | Frankreich     | Belgien        | Portugal       | Ungarn         | Vereinigtes Konigreich |
| Hope Polevision Racing | Oreca FLM09 | Chevrolet LS3 6,2-l-V8 | M      | 47  | Luca Moro            | Frankreich     | Belgien        | Portugal       | Ungarn         | Vereinigtes Konigreich |
| Hope Polevision Racing | Oreca FLM09 | Chevrolet LS3 6,2-l-V8 | M      | 47  | Steve Zacchia        | Frankreich     | Belgien        | Portugal       | Ungarn         | Vereinigtes Konigreich |
| Hope Polevision Racing | Oreca FLM09 | Chevrolet LS3 6,2-l-V8 | M      | 47  | Wolfgang Kaufmann    | Frankreich     | Belgien        |                |                |                        |
| Hope Polevision Racing | Oreca FLM09 | Chevrolet LS3 6,2-l-V8 | M      | 47  | Olivier Lombard      |                |                | Portugal       | Ungarn         | Vereinigtes Konigreich |
| Hope Polevision Racing | Oreca FLM09 | Chevrolet LS3 6,2-l-V8 | M      | 48  | Vincent Capillaire   | Frankreich     |                | Portugal       |                |                        |
| Hope Polevision Racing | Oreca FLM09 | Chevrolet LS3 6,2-l-V8 | M      | 48  | Christophe Pillon    | Frankreich     | Belgien        | Portugal       |                | Vereinigtes Konigreich |
| Hope Polevision Racing | Oreca FLM09 | Chevrolet LS3 6,2-l-V8 | M      | 48  | Mathias Beche        | Frankreich     |                |                |                |                        |
| Hope Polevision Racing | Oreca FLM09 | Chevrolet LS3 6,2-l-V8 | M      | 48  | Nico Verdonck        |                | Belgien        | Portugal       |                | Vereinigtes Konigreich |
| Hope Polevision Racing | Oreca FLM09 | Chevrolet LS3 6,2-l-V8 | M      | 48  | Charlie Hollings     |                |                |                |                | Vereinigtes Konigreich |
| Applewood Seven        | Oreca FLM09 | Chevrolet LS3 6,2-l-V8 | M      | 49  | Damien Toulemonde    | Frankreich     | Belgien        | Portugal       | Ungarn         |                        |
| Applewood Seven        | Oreca FLM09 | Chevrolet LS3 6,2-l-V8 | M      | 49  | Ross Zampatti        | Frankreich     | Belgien        |                |                |                        |
| Applewood Seven        | Oreca FLM09 | Chevrolet LS3 6,2-l-V8 | M      | 49  | David Zollinger      | Frankreich     | Belgien        |                |                |                        |
| Applewood Seven        | Oreca FLM09 | Chevrolet LS3 6,2-l-V8 | M      | 49  | Mathias Beche        |                |                | Portugal       | Ungarn         |                        |

### LMGT1
| Team                     | Chassis           | Motor                    | Reifen | Nr. | Fahrer              | Rennteilnahmen | Rennteilnahmen | Rennteilnahmen | Rennteilnahmen | Rennteilnahmen         |
| ------------------------ | ----------------- | ------------------------ | ------ | --- | ------------------- | -------------- | -------------- | -------------- | -------------- | ---------------------- |
| Larbre Compétition       | Saleen S7R        | Ford 7,0-l-V8            | M      | 50  | Gabriele Gardel     | Frankreich     | Belgien        | Portugal       | Ungarn         | Vereinigtes Konigreich |
| Larbre Compétition       | Saleen S7R        | Ford 7,0-l-V8            | M      | 50  | Patrice Goueslard   | Frankreich     | Belgien        | Portugal       | Ungarn         | Vereinigtes Konigreich |
| Larbre Compétition       | Saleen S7R        | Ford 7,0-l-V8            | M      | 50  | Julien Canal        | Frankreich     |                |                |                |                        |
| Larbre Compétition       | Saleen S7R        | Ford 7,0-l-V8            | M      | 50  | Fernando Rees       |                | Belgien        | Portugal       | Ungarn         | Vereinigtes Konigreich |
| Young Driver AMR         | Aston Martin DBR9 | Aston Martin 6,0-l-V12   | M      | 52  | Tomáš Enge          |                | Belgien        |                |                |                        |
| Young Driver AMR         | Aston Martin DBR9 | Aston Martin 6,0-l-V12   | M      | 52  | Christoffer Nygaard |                | Belgien        |                |                |                        |
| Young Driver AMR         | Aston Martin DBR9 | Aston Martin 6,0-l-V12   | M      | 52  | Stefan Mücke        |                | Belgien        |                |                |                        |
| Matech Competition       | Ford GT1          | Ford 5,3-l-V8            | M      | 60  | Jonathan Hirschi    |                | Belgien        |                |                |                        |
| Matech Competition       | Ford GT1          | Ford 5,3-l-V8            | M      | 60  | Mathias Beche       |                | Belgien        |                |                |                        |
| Matech Competition       | Ford GT1          | Ford 5,3-l-V8            | M      | 60  | Thomas Mutsch       |                | Belgien        |                |                |                        |
| Matech Competition       | Ford GT1          | Ford 5,3-l-V8            | M      | 61  | Cyndie Allemann     |                | Belgien        |                |                |                        |
| Matech Competition       | Ford GT1          | Ford 5,3-l-V8            | M      | 61  | Rahel Frey          |                | Belgien        |                |                |                        |
| Matech Competition       | Ford GT1          | Ford 5,3-l-V8            | M      | 61  | Yann Zimmer         |                | Belgien        |                |                |                        |
| Atlas FX-Team Full Speed | Saleen S7R        | Ford 7,0-l-V8            | M      | 66  | Julien Schroyen     |                | Belgien        | Portugal       |                |                        |
| Atlas FX-Team Full Speed | Saleen S7R        | Ford 7,0-l-V8            | M      | 66  | Carlo van Dam       |                | Belgien        | Portugal       | Ungarn         |                        |
| Atlas FX-Team Full Speed | Saleen S7R        | Ford 7,0-l-V8            | M      | 66  | Adam Lacko          |                | Belgien        |                |                |                        |
| Atlas FX-Team Full Speed | Saleen S7R        | Ford 7,0-l-V8            | M      | 66  | Norbert Walchhofer  |                |                | Portugal       |                |                        |
| Atlas FX-Team Full Speed | Saleen S7R        | Ford 7,0-l-V8            | M      | 66  | Stéphane Lemeret    |                |                |                | Ungarn         |                        |
| Marc VDS Racing Team     | Ford GT1          | Ford 5,3-l-V8            | M      | 70  | Bas Leinders        |                | Belgien        |                |                |                        |
| Marc VDS Racing Team     | Ford GT1          | Ford 5,3-l-V8            | M      | 70  | Markus Palttala     |                | Belgien        |                |                |                        |
| Marc VDS Racing Team     | Ford GT1          | Ford 5,3-l-V8            | M      | 70  | Eric De Doncker     |                | Belgien        |                |                |                        |
| Luc Alphand Aventures    | Corvette C6.R     | Chevrolet LS7.R 7,0-l-V8 | D      | 72  | Stéphan Grégoire    |                | Belgien        |                |                |                        |
| Luc Alphand Aventures    | Corvette C6.R     | Chevrolet LS7.R 7,0-l-V8 | D      | 72  | David Hart          |                | Belgien        |                |                |                        |
| Luc Alphand Aventures    | Corvette C6.R     | Chevrolet LS7.R 7,0-l-V8 | D      | 72  | Julien Jousse       |                | Belgien        |                |                |                        |

### LMGT2
| Team                    | Chassis                        | Motor                   | Reifen | Nr. | Fahrer                | Rennteilnahmen | Rennteilnahmen | Rennteilnahmen | Rennteilnahmen | Rennteilnahmen         |
| ----------------------- | ------------------------------ | ----------------------- | ------ | --- | --------------------- | -------------- | -------------- | -------------- | -------------- | ---------------------- |
| Prospeed Competition    | Porsche 997 GT3 RSR            | Porsche M97/81 4,0-l-B6 | M      | 75  | Marco Holzer          | Frankreich     | Belgien        | Portugal       | Ungarn         | Vereinigtes Konigreich |
| Prospeed Competition    | Porsche 997 GT3 RSR            | Porsche M97/81 4,0-l-B6 | M      | 75  | Richard Westbrook     | Frankreich     | Belgien        | Portugal       | Ungarn         | Vereinigtes Konigreich |
| IMSA Performance Matmut | Porsche 997 GT3 RSR            | Porsche M97/81 4,0-l-B6 | M      | 76  | Raymond Narac         | Frankreich     | Belgien        | Portugal       | Ungarn         | Vereinigtes Konigreich |
| IMSA Performance Matmut | Porsche 997 GT3 RSR            | Porsche M97/81 4,0-l-B6 | M      | 76  | Patrick Pilet         | Frankreich     | Belgien        | Portugal       | Ungarn         | Vereinigtes Konigreich |
| Team Felbermayr-Proton  | Porsche 997 GT3 RSR            | Porsche M97/81 4,0-l-B6 | M      | 77  | Marc Lieb             | Frankreich     | Belgien        | Portugal       | Ungarn         | Vereinigtes Konigreich |
| Team Felbermayr-Proton  | Porsche 997 GT3 RSR            | Porsche M97/81 4,0-l-B6 | M      | 77  | Richard Lietz         | Frankreich     | Belgien        | Portugal       | Ungarn         | Vereinigtes Konigreich |
| BMW Team Schnitzer      | BMW M3 GT2                     | BMW 4,0-l-V8            | D      | 78  | Jörg Müller           | Frankreich     | Belgien        |                |                | Vereinigtes Konigreich |
| BMW Team Schnitzer      | BMW M3 GT2                     | BMW 4,0-l-V8            | D      | 78  | Dirk Werner           | Frankreich     | Belgien        |                |                | Vereinigtes Konigreich |
| BMW Team Schnitzer      | BMW M3 GT2                     | BMW 4,0-l-V8            | D      | 78  | Uwe Alzen             |                | Belgien        |                |                |                        |
| BMW Team Schnitzer      | BMW M3 GT2                     | BMW 4,0-l-V8            | D      | 79  | Dirk Müller           |                | Belgien        |                |                |                        |
| BMW Team Schnitzer      | BMW M3 GT2                     | BMW 4,0-l-V8            | D      | 79  | Augusto Farfus        |                | Belgien        |                |                |                        |
| BMW Team Schnitzer      | BMW M3 GT2                     | BMW 4,0-l-V8            | D      | 79  | Andy Priaulx          |                | Belgien        |                |                |                        |
| Spyker Squadron         | Spyker C8 Laviolette GT2-R     | Audi 4,0-l-V8           | M      | 85  | Peter Dumbreck        | Frankreich     | Belgien        | Portugal       | Ungarn         | Vereinigtes Konigreich |
| Spyker Squadron         | Spyker C8 Laviolette GT2-R     | Audi 4,0-l-V8           | M      | 85  | Tom Coronel           | Frankreich     | Belgien        |                | Ungarn         | Vereinigtes Konigreich |
| Spyker Squadron         | Spyker C8 Laviolette GT2-R     | Audi 4,0-l-V8           | M      | 85  | Jeroen Bleekemolen    | Frankreich     |                | Portugal       |                |                        |
| Team Felbermayr-Proton  | Porsche 997 GT3 RSR            | Porsche M97/81 4,0-l-B6 | M      | 86  | Horst Felbermayr sen. |                |                |                | Ungarn         |                        |
| Team Felbermayr-Proton  | Porsche 997 GT3 RSR            | Porsche M97/81 4,0-l-B6 | M      | 86  | Horst Felbermayr jun. |                |                |                | Ungarn         |                        |
| Team Felbermayr-Proton  | Porsche 997 GT3 RSR            | Porsche M97/81 4,0-l-B6 | M      | 86  | Marco Seefried        |                |                |                | Ungarn         |                        |
| Team Felbermayr-Proton  | Porsche 997 GT3 RSR            | Porsche M97/81 4,0-l-B6 | M      | 88  | Martin Ragginger      | Frankreich     | Belgien        | Portugal       | Ungarn         | Vereinigtes Konigreich |
| Team Felbermayr-Proton  | Porsche 997 GT3 RSR            | Porsche M97/81 4,0-l-B6 | M      | 88  | Christian Ried        | Frankreich     | Belgien        | Portugal       | Ungarn         | Vereinigtes Konigreich |
| Team Felbermayr-Proton  | Porsche 997 GT3 RSR            | Porsche M97/81 4,0-l-B6 | M      | 88  | Patrick Long          | Frankreich     | Belgien        |                |                |                        |
| Team Felbermayr-Proton  | Porsche 997 GT3 RSR            | Porsche M97/81 4,0-l-B6 | M      | 88  | Wolf Henzler          |                |                | Portugal       |                |                        |
| Team Felbermayr-Proton  | Porsche 997 GT3 RSR            | Porsche M97/81 4,0-l-B6 | M      | 88  | Romain Dumas          |                |                |                | Ungarn         | Vereinigtes Konigreich |
| Hankook Team Farnbacher | Ferrari F430 GTC               | Ferrari F136 4,0-l-V8   | H      | 89  | Allan Simonsen        | Frankreich     | Belgien        | Portugal       | Ungarn         | Vereinigtes Konigreich |
| Hankook Team Farnbacher | Ferrari F430 GTC               | Ferrari F136 4,0-l-V8   | H      | 89  | Dominik Farnbacher    | Frankreich     | Belgien        | Portugal       | Ungarn         | Vereinigtes Konigreich |
| CRS Racing              | Ferrari F430 GTC               | Ferrari F136 4,0-l-V8   | M      | 90  | Pierre Ehret          | Frankreich     | Belgien        | Portugal       | Ungarn         | Vereinigtes Konigreich |
| CRS Racing              | Ferrari F430 GTC               | Ferrari F136 4,0-l-V8   | M      | 90  | Phil Quaife           | Frankreich     | Belgien        | Portugal       | Ungarn         | Vereinigtes Konigreich |
| CRS Racing              | Ferrari F430 GTC               | Ferrari F136 4,0-l-V8   | M      | 90  | Pierre Kaffer         | Frankreich     | Belgien        | Portugal       |                | Vereinigtes Konigreich |
| CRS Racing              | Ferrari F430 GTC               | Ferrari F136 4,0-l-V8   | M      | 91  | Andrew Kirkaldy       | Frankreich     | Belgien        | Portugal       | Ungarn         | Vereinigtes Konigreich |
| CRS Racing              | Ferrari F430 GTC               | Ferrari F136 4,0-l-V8   | M      | 91  | Tim Mullen            | Frankreich     | Belgien        | Portugal       | Ungarn         | Vereinigtes Konigreich |
| JMW Motorsport          | Aston Martin V8 Vantage GT2    | Aston Martin 4,5-l-V8   | D      | 92  | Robert Bell           | Frankreich     | Belgien        | Portugal       | Ungarn         | Vereinigtes Konigreich |
| JMW Motorsport          | Aston Martin V8 Vantage GT2    | Aston Martin 4,5-l-V8   | D      | 92  | Darren Turner         | Frankreich     | Belgien        | Portugal       | Ungarn         | Vereinigtes Konigreich |
| JWA Racing              | Porsche 997 GT3 RSR            | Porsche M97/81 4,0-l-B6 | D      | 93  | Paul Daniels          |                | Belgien        |                |                |                        |
| JWA Racing              | Porsche 997 GT3 RSR            | Porsche M97/81 4,0-l-B6 | D      | 93  | Oskar Slingerland     |                | Belgien        |                |                |                        |
| JWA Racing              | Porsche 997 GT3 RSR            | Porsche M97/81 4,0-l-B6 | D      | 93  | Niki Lanik            |                | Belgien        |                |                |                        |
| AF Corse                | Ferrari F430 GTC               | Ferrari F136 4,0-l-V8   | M      | 94  | Luís Pérez Companc    | Frankreich     | Belgien        | Portugal       | Ungarn         | Vereinigtes Konigreich |
| AF Corse                | Ferrari F430 GTC               | Ferrari F136 4,0-l-V8   | M      | 94  | Matías Russo          | Frankreich     | Belgien        | Portugal       | Ungarn         | Vereinigtes Konigreich |
| AF Corse                | Ferrari F430 GTC               | Ferrari F136 4,0-l-V8   | M      | 95  | Jean Alesi            | Frankreich     | Belgien        | Portugal       | Ungarn         | Vereinigtes Konigreich |
| AF Corse                | Ferrari F430 GTC               | Ferrari F136 4,0-l-V8   | M      | 95  | Giancarlo Fisichella  | Frankreich     | Belgien        | Portugal       | Ungarn         | Vereinigtes Konigreich |
| AF Corse                | Ferrari F430 GTC               | Ferrari F136 4,0-l-V8   | M      | 95  | Toni Vilander         | Frankreich     | Belgien        | Portugal       | Ungarn         | Vereinigtes Konigreich |
| AF Corse                | Ferrari F430 GTC               | Ferrari F136 4,0-l-V8   | M      | 96  | Gianmaria Bruni       | Frankreich     | Belgien        | Portugal       |                | Vereinigtes Konigreich |
| AF Corse                | Ferrari F430 GTC               | Ferrari F136 4,0-l-V8   | M      | 96  | Jaime Melo            | Frankreich     | Belgien        | Portugal       |                | Vereinigtes Konigreich |
| AF Corse                | Ferrari F430 GTC               | Ferrari F136 4,0-l-V8   | M      | 96  | Álvaro Barba          |                |                |                | Ungarn         |                        |
| AF Corse                | Ferrari F430 GTC               | Ferrari F136 4,0-l-V8   | M      | 96  | Álvaro Parente        |                |                |                | Ungarn         |                        |
| Prospeed Competition    | Porsche 997 GT3 RSR            | Porsche M97/81 4,0-l-B6 | M      | 98  | Niek Hommerson        |                | Belgien        |                |                |                        |
| Prospeed Competition    | Porsche 997 GT3 RSR            | Porsche M97/81 4,0-l-B6 | M      | 98  | Louis Machiels        |                | Belgien        |                |                |                        |
| Prospeed Competition    | Porsche 997 GT3 RSR            | Porsche M97/81 4,0-l-B6 | M      | 98  | Paul van Splunteren   |                | Belgien        |                |                |                        |
| Gulf Team First         | Lamborghini Gallardo LP560 GT2 | Lamborghini 5,2-l-V10   | D      | 99  | Fabien Giroix         |                |                |                |                | Vereinigtes Konigreich |
| Gulf Team First         | Lamborghini Gallardo LP560 GT2 | Lamborghini 5,2-l-V10   | D      | 99  | Roald Goethe          |                |                |                |                | Vereinigtes Konigreich |

## Rennergebnisse
Gesamtsieger sind fett hervorgehoben.
| Nr. | Datum         | Rennen                                      | Sieger Team LMP1                                 | Sieger Team LMP2                     | Sieger Team FLM                                    | Sieger Team LMGT1                               | Sieger Team LMGT2          |
| Nr. | Datum         | Rennen                                      | Sieger Fahrer LMP1                               | Sieger Fahrer LMP2                   | Sieger Fahrer FLM                                  | Sieger Fahrer LMGT1                             | Sieger Fahrer LMGT2        |
| --- | ------------- | ------------------------------------------- | ------------------------------------------------ | ------------------------------------ | -------------------------------------------------- | ----------------------------------------------- | -------------------------- |
| 1   | 11. April     | Le Castellet 8 h Le Castellet               | #7 Audi Sport Team Joest                         | #42 Strakka Racing                   | #49 Applewood Seven                                | #50 Larbre Compétition                          | #77 Team Felbermayr-Proton |
| 1   | 11. April     | Le Castellet 8 h Le Castellet               | Rinaldo Capello Allan McNish                     | Nick Leventis Danny Watts Jonny Kane | Damien Toulemonde David Zollinger Ross Zampatti    | Gabriele Gardel Patrice Goueslard Julien Canal  | Marc Lieb Richard Lietz    |
| 2   | 9. Mai        | Spa-Francorchamps 1000 km Spa-Francorchamps | #3 Team Peugeot Total                            | #40 Quifel ASM Team                  | #47 Hope Polevision Racing                         | #70 Marc VDS Racing                             | #77 Team Felbermayr-Proton |
| 2   | 9. Mai        | Spa-Francorchamps 1000 km Spa-Francorchamps | Pedro Lamy Sébastien Bourdais Simon Pagenaud     | Miguel Amaral Olivier Pla            | Steve Zacchia Wolfgang Kaufmann Luca Moro          | Bas Leinders Markus Palttala Eric De Doncker    | Marc Lieb Richard Lietz    |
| 3   | 17. Juli      | Algarve 1000 km Algarve                     | #4 Team Oreca Matmut                             | #25 RML                              | #44 DAMS                                           | #50 Larbre Compétition                          | #96 AF Corse               |
| 3   | 17. Juli      | Algarve 1000 km Algarve                     | Stéphane Sarrazin Nicolas Lapierre Olivier Panis | Thomas Erdos Mike Newton Ben Collins | Jody Firth Warren Hughes                           | Gabriele Gardel Patrice Goueslard Fernando Rees | Gianmaria Bruni Jaime Melo |
| 4   | 22. August    | Budapest 1000 km Budapest                   | #5 Beechdean Mansell                             | #42 Strakka Racing                   | #43 DAMS                                           | #50 Larbre Compétition                          | #77 Team Felbermayr-Proton |
| 4   | 22. August    | Budapest 1000 km Budapest                   | Greg Mansell Leo Mansell                         | Jonny Kane Nick Leventis Danny Watts | Andrea Barlesi Gary Chalandon Alessandro Cicognani | Gabriele Gardel Patrice Goueslard Fernando Rees | Marc Lieb Richard Lietz    |
| 5   | 12. September | Silverstone 1000 km Silverstone             | #1 Team Peugeot Total                            | #42 Strakka Racing                   | #44 DAMS                                           | #50 Larbre Compétition                          | #96 AF Corse               |
| 5   | 12. September | Silverstone 1000 km Silverstone             | Nicolas Minassian Anthony Davidson               | Jonny Kane Nick Leventis Danny Watts | Jody Firth Warren Hughes                           | Gabriele Gardel Patrice Goueslard Fernando Rees | Gianmaria Bruni Jaime Melo |

## Wertungen
Bei jedem Rennen wurden Punkte an alle Teilnehmer vergeben, die das Rennen beenden konnten. Teilnehmer, die das Rennen nicht beenden konnten oder nicht die erforderlichen 70 Prozent der Renndistanz zurücklegten, um gewertet zu werden, erhielten keine Punkte. In jeder Klasse wurde jeweils ein Bonuspunkt für die Pole-Position und die schnellste Rennrunde vergeben. Teilnehmer, die den Motor vor den erforderlichen zwei bestrittenen Rennen wechselten, erhielten zwei Minuspunkte. Für jeden weiteren Motorwechsel vor zwei Rennteilnahmen folgten vier zusätzliche Minuspunkte. Bei einer Renndistanz von über 1500 Kilometern verdoppelte sich die Anzahl der im Rennen vergebenen Punkte.
| Punktesystem | Punktesystem | Punktesystem | Punktesystem | Punktesystem | Punktesystem | Punktesystem | Punktesystem | Punktesystem | Punktesystem | Punktesystem | Punktesystem | Punktesystem | Punktesystem  | Punktesystem         |
| Renndistanz  | Position     | Position     | Position     | Position     | Position     | Position     | Position     | Position     | Position     | Position     | Position     | Position     | Pole-Position | Schnellste Rennrunde |
| Renndistanz  | 1            | 2            | 3            | 4            | 5            | 6            | 7            | 8            | 9            | 10           | 11           | Ab 12        | Pole-Position | Schnellste Rennrunde |
| ------------ | ------------ | ------------ | ------------ | ------------ | ------------ | ------------ | ------------ | ------------ | ------------ | ------------ | ------------ | ------------ | ------------- | -------------------- |
| 1000 km      | 15           | 13           | 11           | 9            | 8            | 7            | 6            | 5            | 4            | 3            | 2            | 1            | 1             | 1                    |
| Über 1500 km | 30           | 26           | 22           | 18           | 16           | 14           | 12           | 10           | 8            | 6            | 4            | 2            | 1             | 2                    |

### Teamwertung
Die zwei erstplatzierten Teams der Klassen LMP1, LMP2 und LMGT2 erhielten eine automatische Einladung zum 24-Stunden-Rennen von Le Mans 2011, vorausgesetzt das Team nahm an allen Rennen der Le-Mans-Series-Saison 2010 teil. Teams der Klasse LMGT1 erhielten keine Einladung, da die Klasse zum Ende des Jahres abgeschafft wurde.

#### LMP1
| Platz | Nr. | Team                     | Chassis                | Motor         | Lauf 1 | Lauf 2 | Lauf 3 | Lauf 4 | Lauf 5 | Total |
| ----- | --- | ------------------------ | ---------------------- | ------------- | ------ | ------ | ------ | ------ | ------ | ----- |
| 1     | 4   | Team Oreca Matmut        | Peugeot 908 HDi FAP    | Peugeot HDi   | 21     | 0      | 18     | 10     | 14     | 63    |
| 2     | 008 | Signature-Plus           | Lola-Aston Martin LMP1 | Aston Martin  | 16     | 7      | 12     | 12     | 8      | 55    |
| 3     | 12  | Rebellion Racing         | Lola B10/60            | Judd          | 14     | 0      | 15     | 14     | 9      | 53    |
| 4     | 7   | Audi Sport Team Joest    | Audi R15 TDI           | Audi TDI      | 3      | 12     |        |        | 1      | 45    |
| 5     | 13  | Rebellion Racing         | Lola B10/60            | Judd          | 23     | 8      | 9      | 1      | 3      | 44    |
| 6     | 009 | Aston Martin Racing      | Lola-Aston Martin LMP1 | Aston Martin  | 28     |        |        |        | 10     | 38    |
| 7     | 5   | Beechdean Mansell        | Ginetta-Zytek GZ09SB   | Zytek ZJ458   | 12     |        |        | 16     | 6      | 36    |
| 8     | 1   | Team Peugeot Total       | Peugeot 908 HDi FAP    | Peugeot HDi   |        | 11     |        |        | 16     | 27    |
| 9     | 8   | Audi Sport Team Joest    | Audi R15 TDI           | Audi TDI      |        | 8      |        |        | 13     | 21    |
| 10    | 3   | Team Peugeot Total       | Peugeot 908 HDi FAP    | Peugeot HDi   |        | 18     |        |        |        | 18    |
| 11    | 6   | AIM Team Oreca Matmut    | Oreca 01               | AIM YS5.5     | 17     |        |        |        |        | 17    |
| 12    | 2   | Team Peugeot Total       | Peugeot 908 HDi FAP    | Peugeot HDi   |        | 15     |        |        |        | 15    |
| 13    | 9   | Audi Sport North America | Audi R15 TDI           | Audi TDI      |        | 10     |        |        |        | 10    |
| 14    | 11  | Drayson Racing           | Lola B09/60            | Judd GV5.5 S2 |        |        |        |        | 7      | 7     |
| 15    | 20  | Team LNT                 | Ginetta-Zytek GZ09S    | Zytek ZJ458   |        |        |        |        | 6      | 6     |
| –     | 007 | Aston Martin Racing      | Lola-Aston Martin LMP1 | Aston Martin  |        |        |        |        | 0      | 0     |

#### LMP2
| Platz | Nr. | Team               | Chassis                | Motor       | Lauf 1 | Lauf 2 | Lauf 3 | Lauf 4 | Lauf 5 | Total |
| ----- | --- | ------------------ | ---------------------- | ----------- | ------ | ------ | ------ | ------ | ------ | ----- |
| 1     | 25  | RML                | Lola B08/80            | HPD AL7R    | 24     | 15     | 16     | 10     | 10     | 75    |
| 2     | 42  | Strakka Racing     | HPD ARX-01c            | HPD AL7R    | 33     | 1      | 1      | 17     | 17     | 69    |
| 3     | 24  | OAK Racing         | Pescarolo 01           | Judd DB     | 19     | 10     | 8      | 10     | 6      | 53    |
| 4     | 35  | OAK Racing         | Pescarolo 01           | Judd DB     | 27     | 11     | −1     | 5      | 10     | 52    |
| 5     | 41  | Team Bruichladdich | Ginetta-Zytek GZ09SB/2 | Zytek ZG348 | 18     | 0      | 14     | 9      | 5      | 46    |
| 6     | 40  | Quifel ASM Team    | Ginetta-Zytek GZ09SB/2 | Zytek ZG348 | 0      | 17     | 0      | 13     | 14     | 44    |
| 7     | 30  | Racing Box         | Lola B09/80            | Judd DB     | 16     | 10     |        | 4      | 9      | 39    |
| 8     | 36  | Pegasus Racing     | Courage-Oreca LC75     | AER P07     | 14     | 8      | 12     | 0      | 0      | 34    |
| 9     | 39  | KSM                | Lola B08/47            | Judd DB     | 12     | 0      |        |        | 5      | 17    |
| 10    | 27  | Race Performance   | Radical SR9            | Judd DB     | 0      | 8      |        | 5      | 4      | 17    |
| 11    | 29  | Racing Box         | Lola B09/80            | Judd DB     | 0      |        |        | 8      | 7      | 15    |
| 12    | 31  | RLR Msport         | MG-Lola EX265          | AER P07     |        |        |        | 7      | 0      | 7     |
| –     | 37  | WR / Salini        | WR LMP2008             | Zytek ZG348 | 0      |        |        |        |        | 0     |

#### FLM
| Platz | Nr. | Team                   | Chassis     | Motor         | Lauf 1 | Lauf 2 | Lauf 3 | Lauf 4 | Lauf 5 | Total |
| ----- | --- | ---------------------- | ----------- | ------------- | ------ | ------ | ------ | ------ | ------ | ----- |
| 1     | 43  | DAMS                   | Oreca FLM09 | Chevrolet LS3 | 22     | 0      | 13     | 15     | 9      | 59    |
| 2     | 47  | Hope Polevision Racing | Oreca FLM09 | Chevrolet LS3 | 18     | 15     | 0      | 11     | 13     | 57    |
| 3     | 45  | Boutsen Energy Racing  | Oreca FLM09 | Chevrolet LS3 | 0      | 13     | 11     | 9      | 8      | 41    |
| 4     | 46  | JMB Racing             | Oreca FLM09 | Chevrolet LS3 | 0      | 11     | 9      | 13     | 7      | 40    |
| 5     | 48  | Hope Polevision Racing | Oreca FLM09 | Chevrolet LS3 | 26     | 1      | 0      |        | 12     | 39    |
| 6     | 49  | Applewood Seven        | Oreca FLM09 | Chevrolet LS3 | 30     | 0      | 1      | 1      |        | 32    |
| 7     | 44  | DAMS                   | Oreca FLM09 | Chevrolet LS3 | 1      |        | 15     | 0      | 15     | 31    |

#### LMGT1
| Platz | Nr. | Team                     | Chassis           | Motor           | Lauf 1 | Lauf 2 | Lauf 3 | Lauf 4 | Lauf 5 | Total |
| ----- | --- | ------------------------ | ----------------- | --------------- | ------ | ------ | ------ | ------ | ------ | ----- |
| 1     | 50  | Larbre Compétition       | Saleen S7R        | Ford            | 33     | 11     | 17     | 18     | 18     | 97    |
| 2     | 66  | Atlas FX-Team Full Speed | Saleen S7R        | Ford            |        | 9      | 16     | 0      |        | 25    |
| 3     | 70  | Marc VDS Racing Team     | Ford GT1          | Ford            |        | 18     |        |        |        | 18    |
| 4     | 60  | Matech Competition       | Ford GT1          | Ford            |        | 15     |        |        |        | 15    |
| 5     | 61  | Matech Competition       | Ford GT1          | Ford            |        | 13     |        |        |        | 13    |
| 6     | 72  | Luc Alphand Aventures    | Corvette C6.R     | Chevrolet LS7.R |        | 10     |        |        |        | 10    |
| –     | 52  | Young Driver AMR         | Aston Martin DBR9 | Aston Martin    |        | 0      |        |        |        | 0     |

#### LMGT2
| Platz | Nr. | Team                    | Chassis                        | Motor          | Lauf 1 | Lauf 2 | Lauf 3 | Lauf 4 | Lauf 5 | Total |
| ----- | --- | ----------------------- | ------------------------------ | -------------- | ------ | ------ | ------ | ------ | ------ | ----- |
| 1     | 77  | Team Felbermayr-Proton  | Porsche 997 GT3 RSR            | Porsche M97/81 | 32     | 17     | 13     | 16     | 9      | 87    |
| 2     | 95  | AF Corse                | Ferrari F430 GTC               | Ferrari F136   | 24     | 13     | 15     | 11     | 3      | 66    |
| 3     | 96  | AF Corse                | Ferrari F430 GTC               | Ferrari F136   | 1      | 16     | 18     | 9      | 15     | 59    |
| 4     | 88  | Team Felbermayr-Proton  | Porsche 997 GT3 RSR            | Porsche M97/81 | 28     | 7      | 9      | 7      | 4      | 55    |
| 5     | 76  | IMSA Performance Matmut | Porsche 997 GT3 RSR            | Porsche M97/81 | 14     | 10     | 4      | 12     | 7      | 47    |
| 6     | 91  | CRS Racing              | Ferrari F430 GTC               | Ferrari F136   | 0      | 9      | 7      | 14     | 10     | 40    |
| 7     | 94  | AF Corse                | Ferrari F430 GTC               | Ferrari F136   | 18     | 4      | 7      | 5      | 4      | 38    |
| 8     | 85  | Spyker Squadron         | Spyker C8 Laviolette GT2-R     | Audi           | 12     | 8      | 6      | 5      | 7      | 38    |
| 9     | 90  | CRS Racing              | Ferrari F430 GTC               | Ferrari F136   | 20     | 3      | 4      | 3      | 3      | 33    |
| 10    | 92  | JMW Motorsport          | Aston Martin V8 Vantage GT2    | Aston Martin   | 0      | 0      | 10     | 8      | 12     | 30    |
| 11    | 78  | BMW Team Schnitzer      | BMW M3 GT2                     | BMW            | 16     | 3      |        |        | 7      | 26    |
| 12    | 75  | Prospeed Competition    | Porsche 997 GT3 RSR            | Porsche M97/81 | 0      | 6      | 0      | 0      | 13     | 19    |
| 13    | 79  | BMW Team Schnitzer      | BMW M3 GT2                     | BMW            |        | 11     |        |        | 7      | 18    |
| 14    | 89  | Hankook Team Farnbacher | Ferrari F430 GTC               | Ferrari F136   | 0      | 5      | 7      | 4      | 0      | 17    |
| 15    | 86  | Team Felbermayr-Proton  | Porsche 997 GT3 RSR            | Porsche M97/81 |        |        |        | 4      |        | 4     |
| 16    | 99  | Gulf Team First         | Lamborghini Gallardo LP560 GT2 | Lamborghini    |        |        |        |        | 4      | 4     |
| 17    | 93  | JWA Racing              | Porsche 997 GT3 RSR            | Porsche M97/81 |        | 3      |        |        |        | 3     |
| 18    | 98  | Prospeed Competition    | Porsche 997 GT3 RSR            | Porsche M97/81 |        | 3      |        |        |        | 3     |